# FIBA Africa Clubs Champions Cup 2010-2011
La FIBA Africa Clubs Champions Cup del 2010 è una competizione per club di pallacanestro maschile che si è tenuta a Cotonou in Benin dal 10 al 19 dicembre 2010; è stata la venticinquesima edizione della massima competizione per club africani di pallacanestro.
È stata vinta dal CD Primeiro de Agosto, squadra di Luanda che è giunta al settimo titolo continentale, nella finale contro il Condor squadra di Yaoundé.

## Squadre partecipanti
| Angola         | CD Primeiro de Agosto              |
| Benin          | ASO Modele                         |
| Camerun        | Condor                             |
| Rep. del Congo | Inter-Club                         |
| RD del Congo   | Mazembe                            |
| Costa d'Avorio | Abidjan BC                         |
| Gabon          | Manga BB                           |
| Libia          | Al Ahly                            |
| Marocco        | AS de Sale                         |
| Mozambico      | CD Maxaquene                       |
| Nigeria        | Kano Pillars BC · Royal Hoopers BC |

## Regular Season

### Gruppo A
|    | Squadra         | Pld | W | L | PF  | PA  | Diff  |
| -- | --------------- | --- | - | - | --- | --- | ----- |
| 1. | Kano Pillars BC | 5   | 5 | 0 | 372 | 267 | + 105 |
| 2. | CD Maxaquene    | 5   | 4 | 1 | 331 | 309 | + 22  |
| 3. | Inter-Club      | 5   | 2 | 3 | 283 | 303 | - 20  |
| 4. | Manga BB        | 5   | 2 | 3 | 299 | 321 | - 22  |
| 5. | ASO Modele      | 5   | 1 | 4 | 314 | 352 | - 38  |
| 6. | Al Ahly         | 5   | 1 | 4 | 299 | 346 | - 47  |

### Gruppo B
|    | Squadra               | Pld | W | L | PF  | PA  | Diff |
| -- | --------------------- | --- | - | - | --- | --- | ---- |
| 1. | CD Primeiro de Agosto | 4   | 3 | 1 | 318 | 276 | + 42 |
| 2. | AS de Sale            | 4   | 2 | 2 | 287 | 294 | - 7  |
| 3. | Mazembe               | 4   | 2 | 2 | 245 | 250 | - 5  |
| 4. | Condor                | 4   | 2 | 2 | 272 | 256 | + 16 |
| 5. | Royal Hoopers BC      | 4   | 1 | 3 | 253 | 299 | - 46 |
| 6. | Abidjan BC            | -   | - | - | -   | -   | -    |

Abidjan BC ritirato all'inizio della fase a gironi.

## Quarti di finale
| Squadra #1 | Punteggio | Squadra #2            |
| ---------- | --------- | --------------------- |
| Condor     | 67 - 61   | Kano Pillars BC       |
| Inter-Club | 41 - 71   | AS de Sale            |
| Manga BB   | 38 - 66   | CD Primeiro de Agosto |
| Mazembe    | 67 - 48   | CD Maxaquene          |

## Final Four

### Semifinali
| Squadra #1            | Punteggio | Squadra #2 |
| --------------------- | --------- | ---------- |
| Condor                | 68 - 44   | AS de Sale |
| CD Primeiro de Agosto | 79 - 67   | Mazembe    |

### Finale 7º / 8º posto
| Squadra #1 | Punteggio | Squadra #2   |
| ---------- | --------- | ------------ |
| Inter-Club | 41 - 67   | CD Maxaquene |

### Finale 5º / 6º posto
| Squadra #1      | Punteggio | Squadra #2 |
| --------------- | --------- | ---------- |
| Kano Pillars BC | 74 - 45   | Manga BB   |

### Finale 3º / 4º posto
| Squadra #1 | Punteggio | Squadra #2 |
| ---------- | --------- | ---------- |
| AS de Sale | 74 - 71   | Mazembe    |

### Finale
| Squadra #1 | Punteggio | Squadra #2            |
| ---------- | --------- | --------------------- |
| Condor     | 41 - 73   | CD Primeiro de Agosto |

## Campioni
| Campione d'Africa 2010          |
| ------------------------------- |
| CD Primeiro de Agosto 7º titolo |

## Premi
| Premio                   | Vincitore                                                                 | #           | Squadra                                                                       |
| ------------------------ | ------------------------------------------------------------------------- | ----------- | ----------------------------------------------------------------------------- |
| MVP                      | Joaquim Gomes                                                             |             | CD Primeiro de Agosto                                                         |
| Miglior marcatore        | Usman Abubacar                                                            | 150 punti   | Kano Pillars BC                                                               |
| Miglior rimbalzista      | Joaquim Gomes                                                             | 77 rimbalzi | CD Primeiro de Agosto                                                         |
| Miglior marcatore da tre | Usman Abubacar                                                            | 19 triple   | Kano Pillars BC                                                               |
| Miglior quintetto        | Usman Abubacar Carlos Almeida Christian Bayang Reda Rhalimi Joaquim Gomes |             | Kano Pillars BC CD Primeiro de Agosto Condor AS de Sale CD Primeiro de Agosto |
| Premio fair play         |                                                                           |             | ASO Modele                                                                    |